# Hans Niemann
Hans Moke Niemann (San Francisco, 20 giugno 2003) è uno scacchista statunitense, grande maestro.
Nel maggio del 2022 è entrato per la prima volta nei primi cento giocatori del ranking mondiale. 
Ha raggiunto il suo massimo rating FIDE nell’aprile 2025, con 2736 punti Elo (20º al mondo e 6º tra i giocatori statunitensi), in gennaio 2023 era entrato nella categoria informale dei Super GM.

## Biografia
Di origini danesi e hawaiane, impara gli scacchi a 8 anni durante i suoi anni di soggiorno nei Paesi Bassi, quando gli venne negata la possibilità di giocare nella squadra della sua scuola. Torna negli Stati Uniti e a 9 anni prende lezioni da John Grefe prima che morisse, questo è da lui considerato ispirazione per la sua passione per gli scacchi, a 11 anni vince il The Tuesday Night Marathon, un torneo che si volge al Mechanics' Institute Chess Club, il più antico circolo di scacchi del paese, diventando anche il più giovane a farlo. Studia scacchi per tutto il suo periodo scolastico da autodidatta, nascondendo i libri sotto il banco, fino a ottenere il titolo di grande maestro internazionale nel dicembre del 2020, poi confermato dalla FIDE nel 2021.

## Carriera
Nel 2021, in luglio vince il Campionato statunitense Junior  e il World Open di Filadelfia, per spareggio tecnico sul pari classificato John Burke; in agosto arriva secondo all'U.S. Open, con il punteggio di 8 su 9, preceduto di mezzo punto da Aleksandr Lenderman.
Nel 2022, in aprile vince con 7,5 /9 (+6 =3) il torneo principale del Capablanca Memorial a L'Avana. In ottobre rientra per la prima volta nei quattordici partecipanti del campionato statunitense di Saint Louis, finendo al sesto posto, con il punteggio di 7 su 13, quinto pari merito con Wesley So, Jeffery Xiong, Samuel Sevian e Sam Shankland, ma secondo nella classifica avulsa, adottata dalla federazione come criterio di spareggio per le posizioni inferiori alla prima. In dicembre si classifica secondo al Sunway Sitges Chess Festival di Sitges, con il punteggio di 8 su 10, a mezzo punto di distanza dal russo Kirill Alekseenko e a pari merito con l'iraniano Amin Tabatabaei, con il quale vince un match di spareggio per il secondo posto.
Nel 2023, in novembre vince a Zagabria il Turnir mira / Tournament of Peace, imbattuto con 8 punti su 9 disponibili.
Nel 2024, in aprile vince la sezione Open del Grenke Chess Classic, imbattuto con 8 punti su 9.

## Accuse di gioco sleale
Nel settembre del 2022 la sua vittoria al terzo turno della Sinquefield Cup, prestigioso super torneo di Saint Louis, contro il campione del mondo norvegese Magnus Carlsen, causò il ritiro polemico di quest'ultimo dal torneo. Carlsen accusò velatamente Niemann di barare, attraverso un tweet nel quale era citata un'intervista dell'allenatore di calcio portoghese José Mourinho, allora tecnico del Chelsea, che si rifiutava di rispondere ad alcune domande, trincerandosi dietro la frase «se parlo, sono nei guai». La tesi del comportamento irregolare venne sostenuta anche dal Gran maestro statunitense Hikaru Nakamura in una delle sue trasmissioni su twitch. Sotto accusa finirono infatti due precedenti di Niemann sul portale di scacchi chess.com, dove il suo account era stato sospeso due volte, accusato di aver usato un motore scacchistico. Dopo il quinto turno Niemann concesse una lunga intervista agli organizzatori dell'evento, nella quale sostenne di non aver mai imbrogliato nelle partite dal vivo. Inoltre chiarì che le sospensioni sul portale di scacchi statunitense risalivano una a quando aveva dodici anni, durante un Titled Tuesday, e l'altra a quando ne aveva sedici e aveva usato un motore in una partita senza punteggio.
L'8 settembre il portale chess.com diffuse un comunicato stampa nel quale dichiarava di aver escluso il giocatore dalla loro piattaforma e da tutti gli eventi da essi sponsorizzati, sostenendo che le dichiarazioni di Niemann sulle sue esperienze da baro fossero in contraddizione con le informazioni detenute dal portale. Il 19 settembre Carlsen si rifiutò di giocare con Niemann durante un torneo online che si stava svolgendo su chess24, la Julius Baer Generation Cup, abbandonando alla seconda mossa per protesta. In seguito al gesto del campione del mondo norvegese, la Federazione Internazionale degli Scacchi intervenne con un comunicato ufficiale del presidente Arkadij Dvorkovič, nel quale si stigmatizzava il comportamento di Carlsen, ma si dichiarava allo stesso tempo di comprendere il discorso della lotta ai comportamenti irregolari.
Il 20 ottobre 2022 Niemann presenta una causa per diffamazione al tribunale di Saint Louis, in Missouri, nei confronti di Magnus Carlsen, Hikaru Nakamura, la Play Magnus AS, chess.com e uno dei suoi dirigenti Daniel Rensch, con la richiesta di risarcimento di cento milioni di dollari a ciascuna delle parti denunciate.
La controversia il 17 gennaio 2023 ha avuto un'ulteriore svolta: Niemann ha corretto la sua denuncia con ulteriori 13 pagine, nelle quali tra le altre cose accusa il Campione del Mondo e GM Magnus Carlsen di aver pagato un altro grande maestro norvegese, Aryan Tari, con la somma di 300 euro, affinché urlasse “Hans imbroglione” alla cerimonia di chiusura di un torneo prestigioso.
Il 27 giugno 2023 la causa è stata respinta.